# Sonthofen
Sonthofen est une ville allemande de Bavière située dans la circonscription de la Souabe.

## Géographie
Sonthofen se trouve dans une zone située entre 750 et 1 100 mètres au-dessus du niveau de la mer, à l'extrémité nord des Alpes de l'Allgäu. Les rivières Iller et Ostrach traversent la ville. Sonthofen se trouve à environ 40 kilomètres du lac de Constance et 120 kilomètres de Munich.
Outre la zone urbaine actuelle, la ville de Sonthofen comprend également le quartier Altstädten, ainsi que Binswangen, Berghofen et Rieden, qui ont grandi avec la ville. D'autres quartiers sont Winkel, Tiefenbach, Walten, Staig, Unterried, Breiten, Oberried, Imberg, Hofen, Illersiedlung et Margarethen.

## Histoire
| Appartenances historiques Principauté épiscopale d'Augsbourg 1145–1803 Électorat de Bavière 1803–1806 Royaume de Bavière 1806–1918 République de Weimar 1918–1933 Reich allemand 1933–1945 Allemagne occupée 1945–1949 Allemagne 1949–présent |

Les résultats montrent que la région de Sonthofen était déjà habitée depuis l'âge de pierre jusqu' à l'empire romain. Au VIe/VIIe siècle, les Alamans germaniques s'installèrent dans la région au pied du Kalvarienberg. Au sommet de la colline, on soupçonne un ancien site Thing. 
Sonthofen a été mentionné pour la première fois dans un document en 1145. Elle détenait le droit de marché avec d'importants droits de propriété depuis 1429. 
En 1803, Sonthofen vint en Bavière. En 1804, le château fort Sonthof devient le siège d'un Landgericht bavarois (juge régional) chargé de la justice et de l'administration.
En 1963, l'ancienne ville marchande de Sonthofen reçoit la charte municipale. En 1972, Sonthofen devient le chef-lieu du nouveau district d'Oberallgäu.
La ville de Sonthofen abritait un des châteaux de la SS, l'Ordensburg Sonthofen, où était formée une partie du corps d'encadrement de cette organisation.
De nos jours les Feldjäger de l'armée allemande y ont un centre d'entraînement.

## Architecture et tourisme
- L'église catholique de St. Michael est située sous le Kalvarienberg. Les bâtiments précédents existaient probablement déjà au IXe siècle
- Burgruine Fluhenstein (ruine du château), 1361 et vers 1500/01
- L'ancienne école fut transformée en hôtel de ville par le prince-évêque d'Augsbourg en 1472. Aujourd'hui, il sert d'école de musique et de bibliothèque publique.
- Ökokurpark (parc thermal écologique): à côté du Kalvarienberg se trouve le parc thermal écologique sur un terrain escarpé. Il abrite un biotope de zone humide, des plantes indigènes et des panneaux d'information sur la flore et la faune.

### Galerie

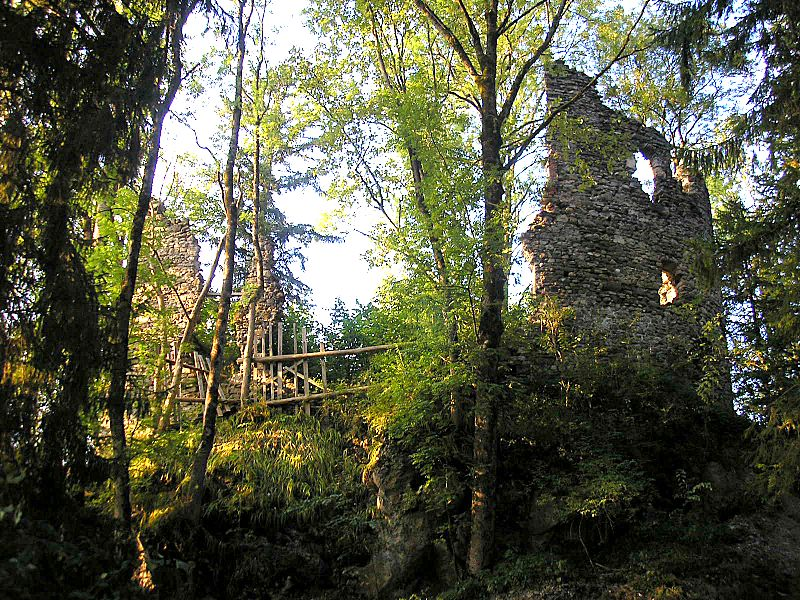
Burgruine Fluhenstein (ruine du château)
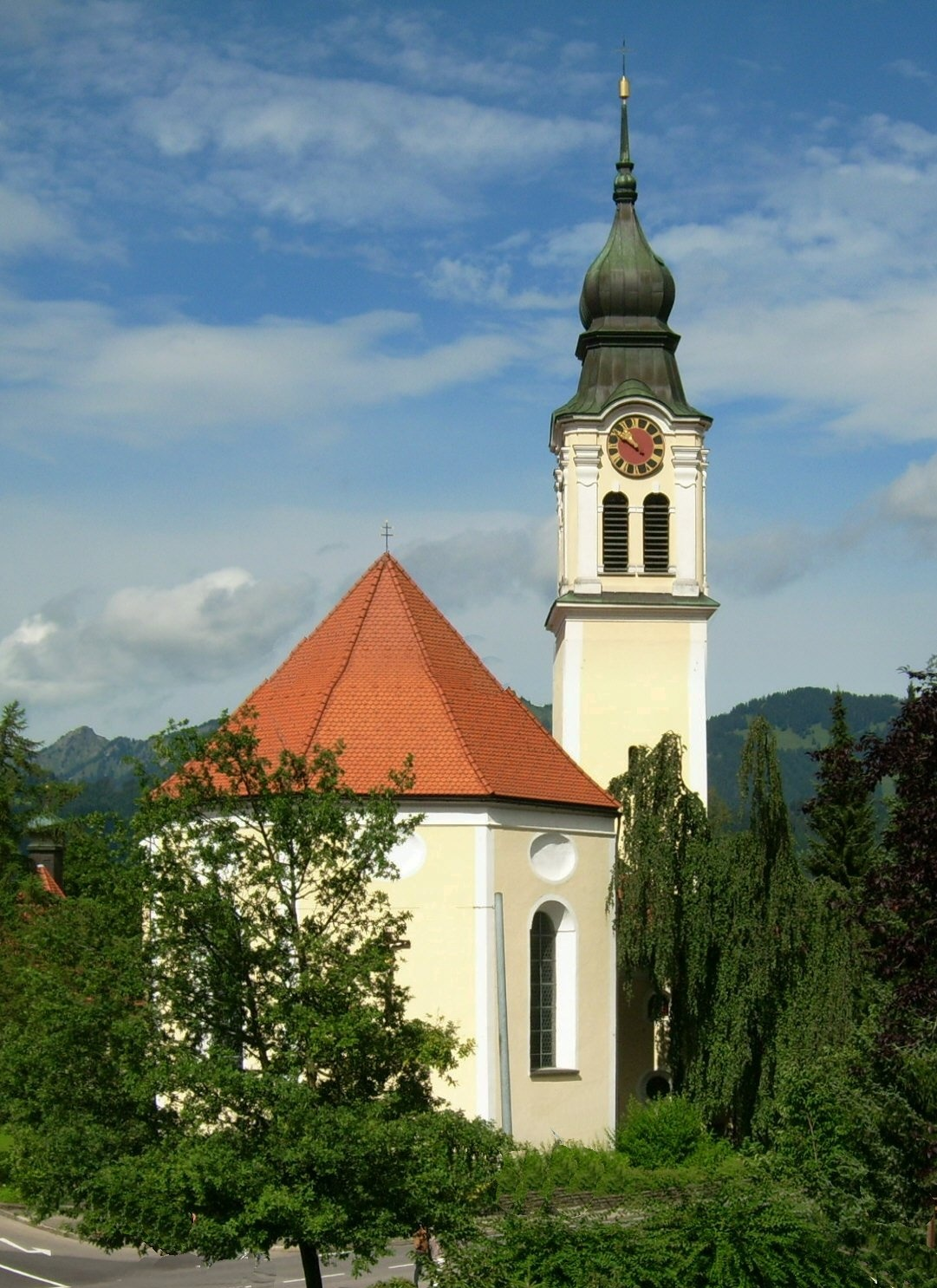
L'église catholique de St. Michael
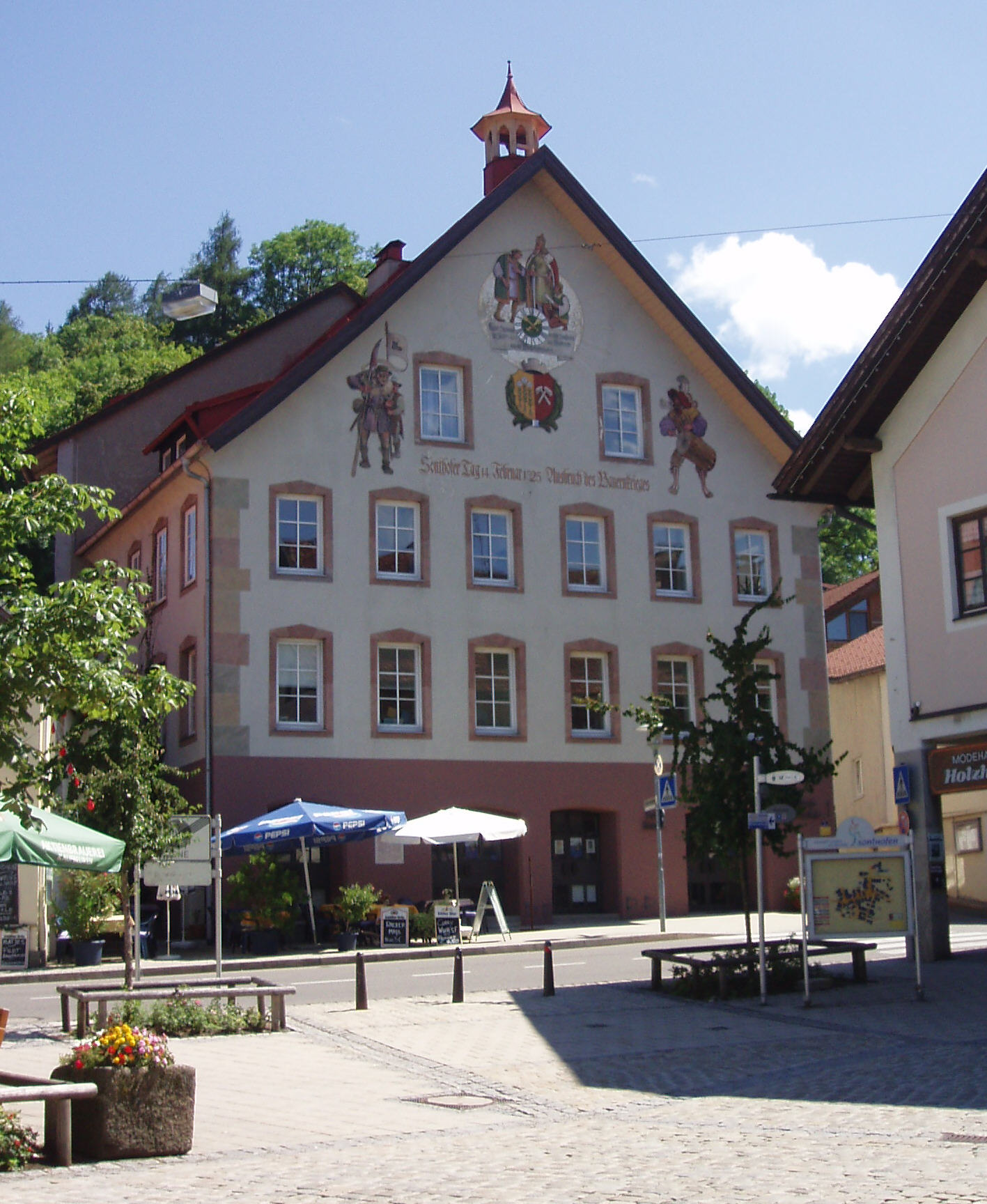
L'ancienne école
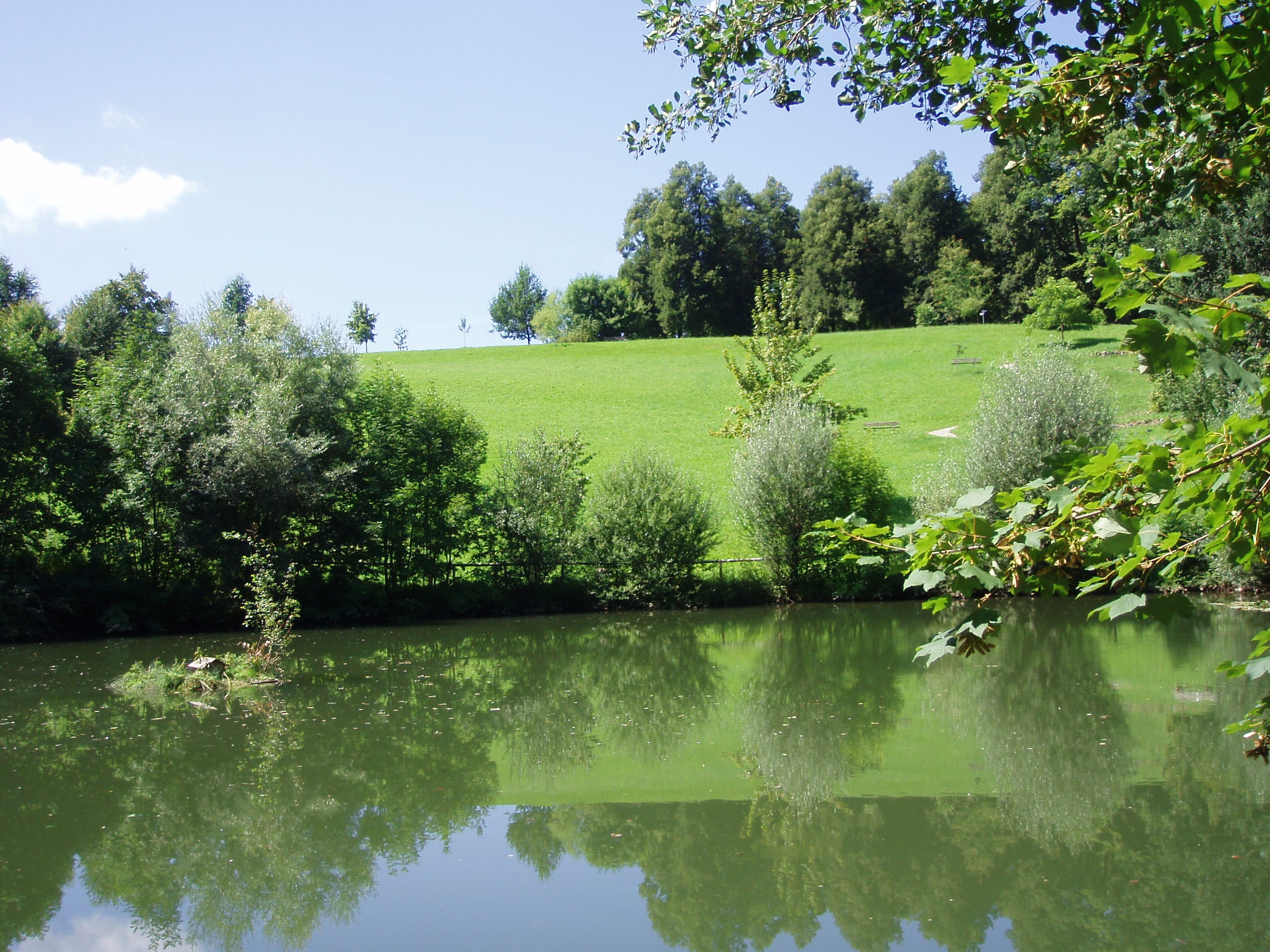
Ökokurpark

## Économie
L'élevage laitier et le tourisme sont d'une importance suprarégionale. Les principaux employeurs sont également le Bundeswehr (forces armées allemandes) et diverses entreprises industrielles moyennes, principalement métallurgiques:

## Personnalités
- Paulus Birker (1814-1888), bénédictin
- Michael Buthe (1944–1994), peintre, sculpteur, écrivain
- Herbert Knaup (* 1956), acteur
- Frank Wörndl (* 1959), ancien skieur alpin